# Provisional Irish Republican Army
De Provisional Irish Republican Army (IRA of PIRA, "Voorlopig Iers Republikeins Leger") was een Iers-republikeinse paramilitaire organisatie die als doelstelling de afscheiding van Noord-Ierland van het Verenigd Koninkrijk had en vervolgens een verenigd Ierland wilde stichten. De Provisionele IRA was actief van 1919 tot 2005, en heeft in die tijd ongeveer 1700 dodelijke slachtoffers gemaakt. Het was de grootste en actiefste republikeinse paramilitaire organisatie tijdens de Troubles. Het zag zichzelf als de opvolger van de originele IRA die actief was tijdens de Ierse Onafhankelijkheidsoorlog (1919-1921) en noemde zichzelf dan ook de Irish Republican Army (IRA) of Óglaigh na hÉireann in het Iers. De IRA is aangemerkt als een terroristische organisatie in het Verenigd Koninkrijk en de Republiek Ierland.
De Provisional IRA ontstond in december 1969, na een breuk in de IRA. In het jaar daarvoor waren de onlusten in Noord-Ierland begonnen, toen een katholieke, vreedzame burgerrechtencampagne werd neergeslagen door Ulster Loyalisten en Britse veiligheidsdiensten. Dit zou de aanleiding vormen voor het inzetten van Britse soldaten in Noord-Ierland. In eerste instantie hield de PIRA zich bezig met het verdedigen van nationalistische woongebieden tegen aanvallen van Loyalisten, maar het begon een offensieve militaire campagne in 1971. Het hoofddoel van deze campagne was om de Britten zo tot de onderhandelingstafel te dwingen, en hen terug te laten trekken uit Ierland. Het maakte gebruik van guerrilla-tactieken tegen het Britse leger en de Noord-Ierse politie (Royal Ulster Constabulary, RUC) in zowel rurale als stedelijke gebieden. Ook voerde het bomaanslagen uit in Noord-Ierland en Engeland tegen wat zij zagen als politieke en economische doelen. Doorgaans werd zo'n aanslag aangekondigd door een telefonische waarschuwing. In juli 1997 kondigde de IRA een staakt-het-vuren aan, nadat de politieke tak van de organisatie, Sinn Féin, was toegelaten tot de vredesonderhandelingen. De organisatie ondersteunde het Goedevrijdagakkoord in 1998 en werd in 2005 ontwapend. Sinds het permanent staakt-het-vuren heeft de beweging al haar terroristische activiteiten gestaakt, zoals aanslagen, liquidaties en ontvoeringen. Al haar gewapende activiteiten zijn vanaf 1998 dan ook stopgezet. 

## Overzicht van strategieën
Vanaf het begin was de strategie van de organisatie erop gericht om de overheid van Noord-Ierland in te doen storten en door aanvallen op het Britse leger hen ertoe te dwingen zich terug te trekken uit Ierland. Om dit mogelijk te maken rekruteerde de organisatie vrijwilligers (volunteers), in het bijzonder na 1972 Bloody Sunday, toen het Britse leger 14 ongewapende demonstranten doodschoot in Derry. Vervolgens werd er een militaire campagne gestart tegen Britse militaire en economische doelen. De campagne van de organisatie werd gesteund door geld en wapens uit onder andere Libië en door sommige groepen uit de Verenigde Staten.

## Oprichting van deProvisional IRA
De Provisional IRA werd officieel opgericht in december 1969, toen de IRA Army Council gestemd had voor de erkenning van de Noord-Ierse, Ierse en Britse parlementen. Toen deze stemming plaatsvond, kondigde Sean MacStiofain - aanwezig als hoofd van de IRA-inlichtingendienst - aan dat hij het leiderschap van de IRA niet langer zag als vertegenwoordiging van republikeinse doelen.
MacStiofains aanhangers verenigden zich met een groot deel van de IRA in Belfast die onder leiding stond van Billy Mckee en Joe Cahill. Zij hadden geweigerd orders van de IRA in Dublin uit te voeren sinds september 1969, als protest voor het vermeende falen van de verdediging van katholieke buurten. Negen van de dertien IRA-eenheden voegden zich bij de PIRA, ongeveer 120 activisten en 500 aanhangers. De nieuwe groep koos een "Provisional Army Council" (letterlijk: voorlopige legerraad) als leiding van de nieuwe IRA.

## Organisatie
De Provisional IRA kende een hiërarchische organisatie: aan de top stond de IRA Army Council dat geleid werd door de IRA Chief of Staff.

### Leiderschap
Alle lagen van de organisatie waren bevoegd om afgevaardigden te sturen naar de IRA General Army Conventions (GACs). De GAC was het hoogste besluitorgaan van de PIRA. Tot 1969 kwam de GAC regelmatig bijeen, maar daarna werden de vergadering schaars. Het bleek erg moeilijk te zijn om grote bijeenkomsten te organiseren van een geheime organisatie.

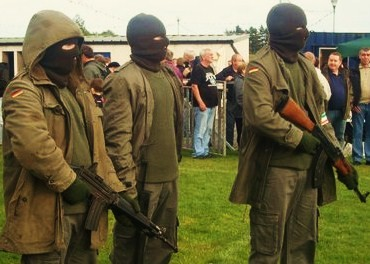
PIRA-re-enacment in Galbally, County Tyrone (2009)

De GAC op zijn buurt verkoos 12 leden voor de IRA Executive, die vervolgens de zeven leden van de Army Council koos. Het dagelijkse bestuur van de organisatie werd uitgevoerd door de Army Council, terwijl deze raad tevens besluiten maakte over het te voeren beleid en het maken van tactische beslissingen. Tevens koos de Army Council de Chief of Staff, die op zijn beurt de adjudant generaal en de General Headquarters (GHQ) aanwees. De GHQ kende de volgende afdelingen:
- Wapens
- Financiën
- Genie
- Training
- Inlichtingen
- Propaganda
- Operaties
- Veiligheid

### Regionale leiding
De IRA was onderverdeeld in een Northern Command, dat opereerde in de negen counties van Ulster, alsmede County Leitrim en County Louth en een Southern Command dat verantwoordelijk was voor de rest van het eiland. Tot 1977 werd de organisatie geleid door de leiding in Dublin, maar tegelijkertijd met de invoering van de kleinschalige cel-structuur werd het commando over het 'oorlogsgebied' overgedragen aan het noordelijke commando.

### Brigades
De IRA verwijst naar zijn gewone leden als volunteers (Iers: óglaigh). Tot eind jaren zeventig was de IRA georganiseerd volgens traditionele militaire structuren. Vrijwilligers uit een bepaald gebied vormden samen een compagnie, dat onderdeel was van een bataljon, wat weer onderdeel kon zijn van een brigade.
Gedurende het grootste gedeelte van de organisatie beschikte de PIRA over vijf brigades, te weten in Armagh, Belfast, Derry, Donegal en Tyrone/Monaghan. De Belfast Brigade was onderverdeeld in drie bataljons, respectievelijk in het westen, noorden en oosten van de stad. De groei van de organisatie in het begin van de jaren zeventig is goed te zien in deze stad: had de organisatie in 1969 nog slechts 50 actieve leden in Belfast, in 1971 waren dat er 1200. De Derry Brigade had twee bataljons: een in de stad Derry, de andere in Donegal. Het Derry Bataljon maakte na Bloody Sunday een grote groei door.
De leiderschapsstructuren van de compagnieën en bataljons was hetzelfde: elke had een leidinggevende officier, kwartiermeester, explosieven officier en hoofd inlichtingen. Soms werd dit nog aangevuld met een officier verantwoordelijk voor de training van vrijwilligers en een financiën officier.

### Active Service Units
Na 1973 begon de PIRA afstand te nemen van de traditionele leger structuren nadat het kwetsbaar voor informanten was gebleken. In plaats daarvan ging men twee structuren binnen de brigade's hanteren: de oude compagnie eenheden zouden gebruikt worden voor 'politiewerk' in nationalistische gebieden. Daar kwam een tweede structuur van de Active Service Unit (ASU) bij. Deze eenheden waren kleiner, bestaande uit ongeveer vijf tot acht leden. Aan het begin van 1990 had de PIRA ongeveer 300 leden in de ASU's en 450 personen in ondersteunende functies.
Een uitzondering op deze nieuwe organisatie was de South Armagh Brigade, die de traditionele hiërarchie behield; acties van deze brigade werden dan ook vaak uitgevoerd door grotere groepen vrijwilligers.
De Southern Command in de Republiek Ierland bestond uit de Dublin Brigade en enkele kleinere eenheden in rurale gebieden. Deze waren in het bijzonder belast met het importeren en onderbrengen van wapens voor de Northern Command, alsmede het financieren van de campagne in het noorden.

## Radicalisering
Toen het geweld in Noord-Ierland almaar intenser werd, werden de Official IRA en de Provisional IRA steeds militanter om hun doelen te bereiken. Anders dan de official IRA, die hun geweld als "verdedigend" karakteriseerde, kondigde de PIRA een agressievere campagne aan tegen het bestaan van de staat van Noord-Ierland. Hoewel de Officials in het begin voor een korte periode een grotere organisatie waren en meer aanhang hadden in de republikeinse achterban, begon de PIRA steeds meer de republikeinse beweging te domineren. Deze trend werd alleen maar sterker na de afkondiging door de Official IRA van een staakt-het-vuren voor onbepaalde tijd. De PIRA nam het grootste deel van de noordelijke IRA-structuren over sinds 1971, samen met de meer militante leden van het hele eiland. Verder wierf de PIRA veel jeugdige noordelijke nationalisten die diep geradicaliseerd waren door het in 1969 uitgebroken geweld.

## Strategie van 1969 tot 1998

### Beginfase
Nadat veel nationalistische buurten in augustus 1969 leden onder sektarisch geweld besloot de IRA zich te herbewapenen om zo deze gebieden beter te kunnen beschermen. Na de breuk met de Official IRA begon de organisatie zich toe te leggen op een groot offensief tegen wat het de 'Britse bezetting van Ierland' noemde.
De Official IRA was hier tegen omdat het vreesde dat het geweld zou leiden tot een groot sektarisch conflict in het reeds door geweld geplaagde Noord-Ierland, waardoor het verenigen van de arbeidersklassen van beide gemeenschappen gedoemd was te mislukken. In tegenstelling tot het rurale karakter van de campagne van de IRA tijdens de Border Campaign besloot de PIRA zich toe te leggen op acties in de urbane gebieden, het machtsgebied van de organisatie lag in het bijzonder in Derry en Belfast.
Het doel van de campagne van de Provisional IRA was het doen instorten van Noord-Ierse instituties en het veroorzaken van slachtoffers onder de Britse veiligheidsdiensten door middel van geweld, zodat de Britse veiligheidsdiensten door de druk van de publieke opinie uit Ierland moesten wegtrekken. Gedurende de eerste jaren van de militaire campagne geloofde de leiding van de organisatie in een snelle overwinning. Seán Mac Stíofáin, Chief of Staff gaf aan dat de organisatie het conflict in Noord-Ierland zou 'escaleren, escaleren en nog eens escaleren' totdat de Britse overheid aangaf te vertrekken van het eiland. Men wilde dit bereiken door het rekruteren van vrijwilligers en het uitvoeren van aanvallen op de Britse veiligheidsdiensten, alsmede een serie bomaanslagen op economische doelen in Noord-Ierland.
De Britse overheid hield in 1972 geheime overleggen met de IRA leiding om zo tot een staakt-het-vuren te kunnen komen, nadat het te maken kreeg met een escalatie van het conflict door de gebeurtenissen tijdens Bloody Sunday. Uiteindelijk zou er vanaf 26 juni tot 9 juli een korte onderbreking van de gevechten, terwijl ondertussen gesprekken plaatsvonden. De gesprekken zouden uiteindelijk op niets uitlopen: de eisen, het terugtrekken van de Britse troepen uit Ierland, was onaanvaardbaar voor de Britse overheid.

### De lange oorlog
Vanaf het midden van jaren 70 verdween bij beide partijen in het conflict de hoop op een snelle overwinning. Dit zou uiteindelijk tot een korte onderbreking in de onlusten leiden in 1975, zodat vredesonderhandelingen konden plaatsvinden. Ook deze onderhandelingen liepen stuk en het staakt-het-vuren was desastreus voor de PIRA: de organisatie was geïnfiltreerd door informanten, de discipline was verdwenen door grote hoeveelheden arrestaties wat leidde tot sektarische moorden uitgevoerd door de organisatie. De PIRA stond op de rand van de afgrond door een gebrek aan geld en wapens en was bijna overgegaan tot het stopzetten van de militaire activiteiten.

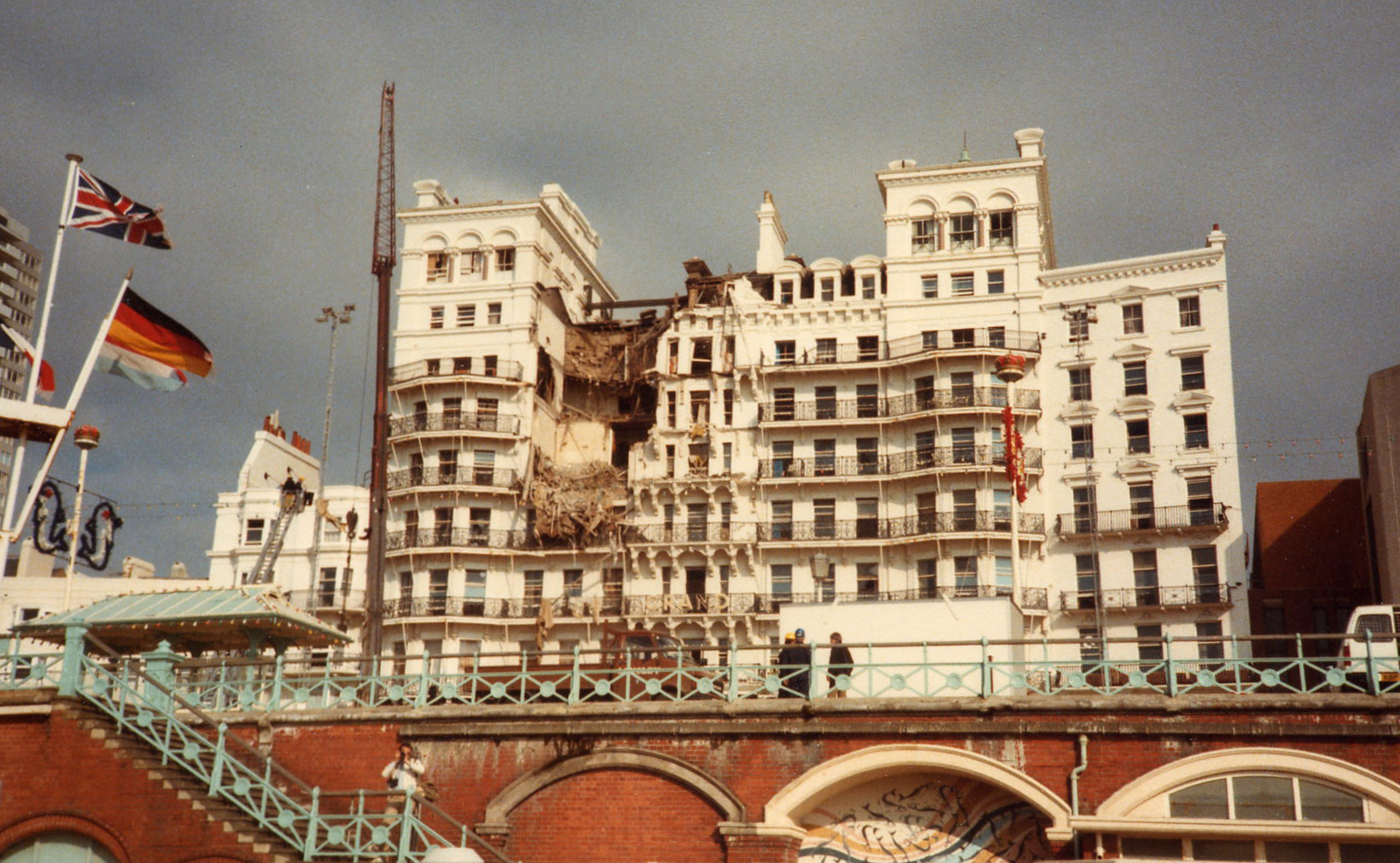
Het Grand Hotel in Brighton na een bomaanslag in 1984

Dit leidde tot de ontwikkeling van een nieuwe strategie, the Long War (de lange oorlog). Een snelle overwinning werd uitgesloten en de organisatie werd omgevormd tot kleine eenheden om infiltratie tegen te gaan. De 1977 editie van de Green Book, een introductie en trainingshandleiding van de IRA, omschreef de kenmerken van de Long War als volgt:
1. De oorlog zou een uitputtend karakter moeten krijgen waarbij zoveel mogelijk leden van de veiligheidsdiensten het slachtoffer moesten worden zodat de Britse publieke opinie voor het terugtrekken vanuit Ierland zou zijn.
2. Bomaanslagen moesten de financiële interesses van de vijand raken en ervoor zorgen dat de investeren terug zouden lopen, waardoor de vijand niet meer van de provincie kon profiteren.
3. Noord-Ierland moest onbestuurbaar worden.
4. Propaganda gericht op nationalisten in Noord-Ierland, maar ook op het internationale publiek, moest ervoor zorgen dat de oorlog duurzaam kon worden voortgezet met steun van de bevolking.
5. Criminelen, collaborateurs en informanten zouden hard moeten worden aangepakt om zo de oorlog voort te kunnen zetten.

### De hongerstaking van 1981 en electorale politiek
Paramilitaire gevangen in Noord-Ierland hadden na maart 1976 geen speciale status meer, zodat ze geen aanspraak meer konden maken op bijzondere rechten. Als reactie weigerden 500 gevangenen om zichzelf te wassen en de gevangenisuniformen te dragen. Dit leidde uiteindelijk tot de hongerstaking van 1981, toen zeven IRA en drie Irish National Liberation Army leden zichzelf uithongerden tot de dood om de speciale status weer terug te krijgen. Tijdens deze staking werden hongerstakers Bobby Sands en Owen Carron verkozen tot afgevaardigden in het Britse Parlement, terwijl twee anderen verkozen werden voor de Ierse Dáil. De hongerstaking zorgde voor veel (internationale) sympathie met de hongerstakers en kan worden gezien als een grote PR-overwinning voor de PIRA. Meer dan 100.000 mensen waren aanwezig bij de begrafenis van Sands, de eerste hongerstaker die overleed.
Na het succes van de hongerstaking en de electorale winst die daarvan het gevolg was, zouden meer republikeinen zich toe gaan leggen op electorale politiek door middel van Sinn Fein.

### De vredesstrategie
Nadat het conflict eind jaren tachtig in een impasse belandde en de Britse regering hintte bereid te zijn tot een compromis te komen, werd er vanuit de PIRA steeds nadrukkelijker gezocht naar een politieke oplossing voor het conflict. Na overleg met de Social Democratic and Labour Party (SDLP) en geheim overleg met de Britse regering die beloofde Sinn Féin toe te laten bij de politieke overleggen voor een oplossing voor het conflict, kondigde de PIRA een staakt-het-vuren af in 1994. Toen duidelijk werd dat de Britse regering eerst wilde dat de PIRA ontwapend werd voordat Sinn Féin werd erkend, werd het bestand in februari 1996 beëindigd. De PIRA pleegde daarop op 9 februari 1996 een bomaanslag op de Canary Wharf in Londen, waarbij twee doden vielen. 
In juli 1997 werd er opnieuw een staakt-het-vuren afgekondigd, na beloften dat Sinn Féin zou worden toegelaten bij de politieke overleggen, die in 1998 uiteindelijk tot het Goedevrijdagakkoord leidden. Dit akkoord maakte een einde aan dertig jaar PIRA-geweld dat aan ongeveer 1800 mensen het leven had gekost. Gedurende deze jaren had de organisatie zelf 275 tot 300 vrijwilligers verloren, op een totaal van ongeveer 10.000 in het tijdsbestek van dertig jaar. Uiteindelijk zou de PIRA in 2005 definitief de wapens neerleggen en werd de organisatie ontbonden. 

## Wapens en operaties
In het begin van de Troubles had de PIRA slechts de beschikking over een kleine hoeveelheid wapens, veelal uit de Tweede Wereldoorlog. Na het escaleren van het conflict in de jaren zeventig wist de organisatie echter grote hoeveelheden wapens en munitie te vergaren door aanhangers in de Verenigde Staten en de Libische leider Muammar Gaddafi.
In de eerste jaren van het conflict was de PIRA vooral bezig ondersteuning te leveren aan nationalistische relschoppers en het verdedigen van nationalistische gebieden. De PIRA wist door deze acties veel sympathie te verwerven, nadat ze waren beschouwd als de verdedigers van de Ierse nationalisten.
Vanaf 1971 tot 1994 begon de PIRA een offensieve campagne tegen het Britse leger, de Royal Ulster Consatulary (RUC), de Ulster Defence Regiment (UDR) en economische doelen in Noord-Ierland. Tevens voerden sommige leden aanvallen op protestantse burgers uit.
De PIRA was vooral actief in Noord-Ierland, maar voerde ook acties uit in Engeland en het Europese vasteland. Doelen van de IRA waren officials van de Britse regering, politici, rechters, soldaten en politieagenten in Engeland en andere gebieden (waaronder de Republiek Ierland). Aan het begin van de jaren negentig werd het grootste gedeelte van de acties van de PIRA uitgevoerd door de South armagh Brigade, bekend geworden door de acties van zijn scherpschutters en aanvallen op helikopters van het Britse leger. De bomaanslagen waren in het bijzonder gericht tegen politieke, economische en militaire doelen in Engeland. Tijdens deze aanvallen kwamen er ongeveer 60 burgers om.
Aangenomen wordt dat de bomaanslagen de Britse regering overtuigden van de noodzaak te onderhandelen met Sinn Féin na de staakt-het-vuren van 1994 en 1997.

### Wapens
De PIRA had de beschikking over onder andere de volgende wapens:
| Wapen             | Aantal | Opmerking |  |
| ----------------- | ------ | --- |  |
| Armalite AR-18    | -      | Verkregen door een PIRA-lid in de Verenigde Staten, wapen kwam symbool te staan voor de gewapende strijd van de PIRA |  |
| AK-47             | +1000  | Gedoneerd door de Libische leider Muammar Gaddafi in 1980.                                                           |  |
| Heckler & Koch G3 | +100   | Wapens gestolen van de Noorse politie                                                                                |  |

### Staakt-het-vuren en ontwapening
Op 31 augustus 1994 gaf de PIRA aan de wapens definitief neer te leggen. Echter, vanaf februari 1996 tot juli 1997 laaide het geweld weer op uit ontevredenheid met de vooruitgang in de onderhandelingen. In juli 1997 werd het staakt-het-vuren weer van kracht dat van kracht is tot op de dag van vandaag.
Tussen juli en september 2005 deed de organisatie afstand van al zijn wapens. Het arsenaal omvatte de volgende wapens:
- 1000 geweren
- 3 ton semtex
- 20-30 zware mitrailleurs
- 7 manpads
- 7 vlammenwerpers
- 1200 ontstekers
- 20 raketwerpers
- 100 pistolen
- meer dan honderd granaten

### Vraagtekens bij ontwapening
Sinds het proces van ontwapening van de PIRA was afgerond hebben bronnen binnen de Police Service Northern Ireland (PSNI) aangegeven dat niet alle wapens van de organisatie zijn ingeleverd. Volgens de Independent Monitoring Commission (IMC) is er geen reden om aan te nemen dat de PIRA niet volledig ontwapend is, en dat eventuele wapens die niet zijn ingeleverd tegen de wil van de organisatieleiding zijn achtergehouden. Britse veiligheidsdiensten beschuldigen de organisatie er echter van tijdens het proces van ontwapening twintig AN-94-wapens in Rusland te hebben gekocht.

## Andere activiteiten
Naast de militaire campagne was de PIRA ook betrokken bij vele andere activiteiten.

### Sektarische aanvallen
De IRA voerde sektarische aanvallen uit. Volgens Sutten was de PIRA betrokken bij 130 sektarische moorden op protestanten, hoewel de organisatie dit vaak ontkende. Verder werden aanslagen vaak gepleegd onder een schuilnaam, zoals de South Armagh Republican Action Force, die verantwoordelijk was voor de moord op zes protestanten in Tullyvallen. De sektarische moorden zorgden voor verdeeldheid in de organisatie: volgens sommigen droegen ze niet bij aan het bereiken van de doelstellingen van de organisatie, volgens anderen zorgden de moorden ervoor dat aanslagen op katholieken in Noord-Ierland werden voorkomen.

### Georganiseerde misdaden
De PIRA werd ervan beschuldigd actief te zijn bij verschillende criminele activiteiten, waaronder bankovervallen, drugshandel en ontvoeringen.
In 2004 werd £26,5 miljoen gestolen bij een overval op een Northern Bank in Belfast. De Britse en Ierse overheid houden de PIRA verantwoordelijk voor deze overval, hoewel de PIRA dat ontkende in een verklaring in januari 2005. In 2013 publiceerde de Italiaanse politie een rapport dat verband legde tussen de maffia en de IRA.

## Slachtoffers
De IRA was verantwoordelijk voor meeste slachtoffers gedurende de Troubles. Schattingen van het aantal slachtoffers lopen uiteen van 1707 tot maximaal 1823. Ongeveer 1100 leden waren van de Britse veiligheidsdiensten (Britse leger, RUC) en ongeveer 550 slachtoffers waren burger. Het overige gedeelte bevat leden van loyalistische of andere republikeinse paramilitaire organisaties.
Ongeveer 300 leden van de IRA kwamen om gedurende het conflict, plus nog 50 tot 60 leden van Sinn Féin. Echter, veel meer vrijwilligers van de organisatie werden geïnterneerd dan dat er sneuvelden. Gedurende de eerste twintig jaar van de organisatie waren ongeveer 8000 mensen lid geweest van de IRA, velen hiervan moesten afscheid nemen van de Provo's nadat ze waren opgepakt.